# Mil Palmeras
Mil Palmeras es una localidad que es una pedanía dependiente del término municipal de Pilar de la Horadada y de Orihuela en la parte norte del Río Seco (23.403 hab., según INE 2012), en la provincia de Alicante, España. Se encuentra en el extremo sur de dicha provincia, en el litoral del Mar Mediterráneo que limita al norte con Dehesa de Campoamor, que es pedanía de Orihuela y al sur con Torre de la Horadada en el término municipal del Pilar de la Horadada.
Se trata de un pueblo costero, nacido como urbanización adyacente a la costa del municipio, se encuentra enmarcado junto a la desembocadura natural del Río Seco, río enramblizado que recorre unos 16 km atravesando todo el municipio de Pilar de la Horadada. 
En Mil Palmeras se pueden disfrutar de tres playas de arena blanca y fina: Playa de Mil Palmeras, Playa Vista Mar y Playa Río Seco
La fiesta más importante es la romería de la Virgen de la Alegría, se celebra la primera semana de agosto.
En la localidad existen diversos restaurantes, bares, cafeterías, pubs y hoteles y apartahoteles.